# Ahmed Hassan Mahgoub
Ahmed Hassan Mahgoub (ar. أحمد حسن محجوب, ur. 5 marca 1993 w Kairze), znany jako Koka – egipski piłkarz grający na pozycji napastnika. Od 2023 roku gra w klubie Pendikspor.

## Kariera piłkarska
Swoją karierę piłkarską Mahgoub rozpoczął w klubie Al-Ahly Kair. W 2011 roku awansował do pierwszej drużyny, jednak nie zaliczył w niej debiutu w pierwszej lidze egipskiej. W 2012 roku wyjechał do Portugalii i został zawodnikiem klubu Rio Ave FC. W portugalskiej pierwszej lidze zadebiutował 9 grudnia 2012 w zremisowanym 0:0 domowym meczu z FC Paços de Ferreira. 20 stycznia 2013 w przegranym 1:3 domowym meczu z Vitórią SC strzelił swojego premierowego gola w portugalskiej ekstraklasie. W Rio Ave grał do lata 2015.
Latem 2015 Mahgoub przeszedł do SC Braga. W zespole Bragi swój debiut zaliczył 30 sierpnia 2015 w zwycięskim 4:0 domowym meczu z Boavistą.
| Sezon   | Klub         | Kraj       | Rozgrywki     | Mecze | Gole |
| ------- | ------------ | ---------- | ------------- | ----- | ---- |
| 2011/12 | Al-Ahly Kair | Egipt      | I liga        | 0     | 0    |
| 2012/13 | Rio Ave FC   | Portugalia | Primeira Liga | 17    | 8    |
| 2013/14 | Rio Ave FC   | Portugalia | Primeira Liga | 25    | 3    |
| 2014/15 | Rio Ave FC   | Portugalia | Primeira Liga | 22    | 12   |
| 2015/16 | Rio Ave FC   | Portugalia | Primeira Liga | 2     | 1    |
| 2015/16 | SC Braga     | Portugalia | Primeira Liga | 23    | 10   |

## Kariera reprezentacyjna
Mahgoub grał w młodzieżowych reprezentacjach Egiptu. W dorosłej reprezentacji Egiptu zadebiutował 14 sierpnia 2013 w przegranym 0:1 towarzyskim meczu z Ugandą.